# Cymbidium kanran
Cymbidium kanran Makino, 1902 è una pianta della famiglia delle Orchidacee originaria dell'Asia Orientale.

## Descrizione
È un'orchidea di medio-grandi dimensioni, con comportamento terricolo (geofita). C. kanran presenta pseudobulbi  spessi, di forma strettamente ovata, avvolti alla base da guaine ruvide, che portano da 3 a 5 foglie arcuate, di forma da lineare a lineare-ellittica, ad apice acuto, con margini seghettati, di colore verde scuro brillante.
La fioritura avviene normalmente in inverno, mediante un'infiorescenza basale, racemosa, lunga fino a 50 centimetri portante alcuni fiori. Questi sono appariscenti, grandi da 5 a 8 centimetri, profumati e presentano sepali lanceolati molto lunghi di colore da verde a rosso, petali assai più piccoli dei sepali e labello  trilobato a lobi rialzati di colore bianco-giallo maculato di rosso scuro

## Distribuzione e habitat
C. kanran è diffusa nel nord del Vietnam, nel Sud della Cina e in Giappone.
Cresce all'ombra di foreste, in clima fresco, a quote comprese tra 700 e 1800 metri sul livello del mare.

## Sinonimi
Cymbidium kanran f. purpurascens Makino, 1902

Cymbidium oreophilum Hayata, 1914

Cymbidium purpureohiemale Hayata, 1914

Cymbidium linearisepalum Yamam., 1930

Cymbidium linearisepalum f. atrovirens Yamam., 1930

Cymbidium linearisepalum f. atropurpureum Yamam., 1932

Cymbidium linearisepalum var. atropurpureum (Yamam.) Masam., 1933

Cymbidium linearisepalum var. atrovirens (Yamam.) Masam., 1933

Cymbidium tosyaense Masam., 1935

Cymbidium linearisepalum var. atrovirens (Yamam.) Masam., 1933

Cymbidium sinokanran var. atropurpureum T.C.Yen, 1964

Cymbidium kanran var. purpureohiemale (Hayata) S.S.Ying, 1977

Cymbidium nigrovenium Z.J.Liu & J.N.Zhang, 1998

## Coltivazione
Questa specie è meglio coltivata in vasi contenenti terriccio fertile, con buona disponibilità di luce, anche se non ai raggi diretti del sole, con temperature fresche a umidità abbondante per tutto l'anno, durante la fioritura è consigliabile aumentare un po' la temperatura.